# ベストスコアラー
ベストスコアラー（英: Best Scorer）とは、バレーボールやサッカーなどのスポーツ競技（球技）において、年間（シーズン）もしくは一試合で最多得点を挙げた選手の事である。なお、得点王（英: Top Scorer）と同義語であり、こちらの用語の方が一般的である。

## 概要
バレーボールの大会においては、出場選手の中でスパイク（アタック）・ブロック・サーブポイントの各得点の合計を一番多く挙げた選手を指す。ベストスコアラーには『ベストスコアラー賞』が贈られる。エースアタッカーと呼ばれるアウトサイドヒッター（旧称：ウイングスパイカー）が獲得することが多く、ベストスコアラーを獲得することは、大会におけるエースを事実上意味する。